# 駝背非鯽
駝背非鯽，為輻鰭魚綱鱸形目隆頭魚亞目慈鯛科的其中一種，分布於非洲坦干伊喀湖南部流域，棲息深度約34公尺，體長可達21公分，棲息在中底層水域，生活習性不明。